# Paralimnophila emarginata
Paralimnophila emarginata är en tvåvingeart som beskrevs av Alexander 1981. Paralimnophila emarginata ingår i släktet Paralimnophila och familjen småharkrankar. Inga underarter finns listade i Catalogue of Life.